# Doug Ducey

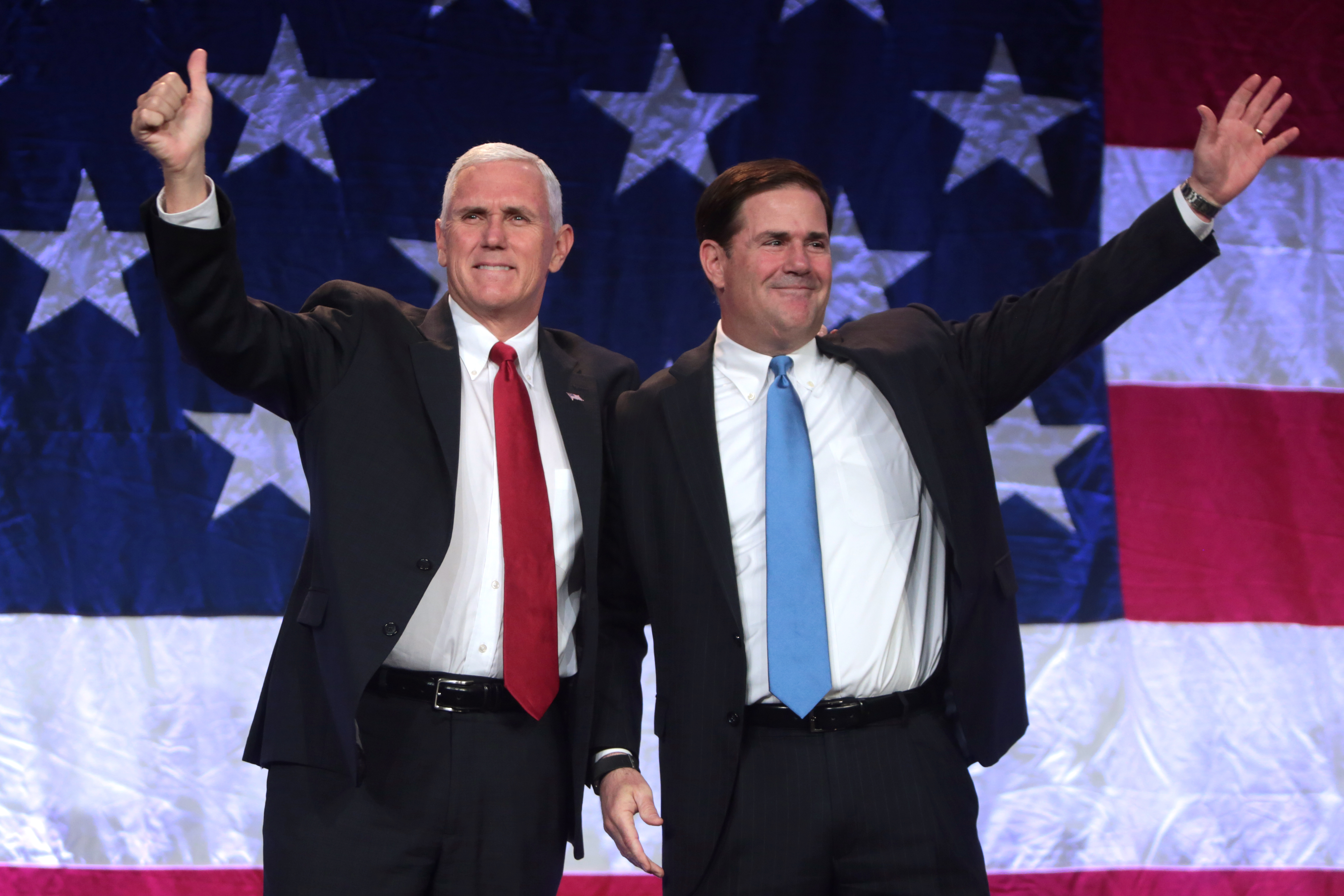
Mike Pence w towarzystwie Douga Duceya, wspierają kampanię prezydencką Donalda Trumpa w 2016 roku.

Doug Ducey, właśc. Douglas Anthony Ducey (ur. 9 kwietnia 1964 roku w Toledo, Ohio) – amerykański polityk związany z Partią Republikańską. W latach 2015–2023 pełnił urząd gubernatora stanu Arizona.

## Biografia
Urodził się i wychował w Toledo, w stanie Ohio. W 1982 roku przeniósł się do Arizony, aby studiować na Arizona State University, gdzie w 1986 roku uzyskał tytuł Bachelor of Science z finansów.  
W latach 1986–1993 pracował w dziale sprzedaży i marketingu firmy Procter & Gamble. W latach 1996–2007 był dyrektorem generalnym sieci lodziarni Cold Stone Creamery, która rozwinęła się z kilku do ponad 1400 lokalizacji na całym świecie. W 2007 roku razem ze wspólnikiem sprzedali firmę. W 2008 roku został prezesem firmy iMemories, zajmującej się dostawą usług digitalizacyjnych i montażem filmów. W latach 2011–2015 pełnił funkcję skarbnika stanu Arizona. 
4 listopada 2014 roku w wyborach na gubernatora stanu Arizona pokonał swojego demokratycznego oponenta Freda DuVala, stosunkiem głosów 53,5% do 41,6%. Został zaprzysiężony na urząd 5 stycznia 2015 roku. W 2018 roku Ducey został wybrany ponownie wygrywając z demokratą Davidem Garcia, stosunkiem głosów 56% do 41,8%. 

## Poglądy
19 kwietnia 2021, w czasie pandemii COVID-19 gubernator podpisał dekret zakazujący paszportów szczepionkowych i uniemożliwiający władzom stanowym i lokalnym wymagania od mieszkańców Arizony podania ich statusu szczepień. Następnie 15 czerwca wydał zarządzenie, według którego uczniowie nie mogli zostać zmuszeni poddaniu się testom lub do noszenia masek w szkołach.
30 marca 2022 Ducey podpisał ustawę zakazującą aborcji po 15 tygodniach ciąży, w niemal każdych okolicznościach. Lekarze, którzy przeprowadzą zabieg po 15 tygodniach, będą podlegać karze za przestępstwo klasy 6, najniższego poziomu przestępstwa i grozić im będzie cofnięcie lub zawieszenie licencji lekarskiej.
Popiera stosowanie kary śmierci. Do 17 listopada 2022 roku odmówił łaski trzem mordercom skazanym na najwyższy wymiar kary, w wyniku czego zostali oni straceni przez wstrzyknięcie trucizny. Ostatnim był 76-letni Murray Hooper, który 31 grudnia 1980 roku w towarzystwie dwóch innych mężczyzn postrzelił i poderżnął gardło 46-letniemu mężczyźnie i 70-letniej kobiecie podczas napadu rabunkowego w ich domu w Phoenix.

## Życie prywatne
Z żoną Angelą, mają trzech synów i mieszkają w Paradise Valley. Jest katolikiem.